# دیافراگم (کالبدشناسی)

با انقباض دیافراگم هوا وارد قفسهٔ سینه شده (دَم)، و هنگامی که عضلات آن از حالت انقباض در می‌آیند هوا به صورت بازدم از بدن خارج می‌شود.

دیافراگم (Diaphragm) پرده‌ای متشکل از عضله مخطط (ارادی / غیر ارادی،که در دیافراگم غیرارادی است.
) داخلی بدن است که به دنده‌های انتهایی و مُهره‌ها می‌چسبد و قفسه سینه را از محوطه شکم جدا می‌کند. در فارسی به دیافراگم، حجاب حاجز، پردهٔ دل، میان‌بند، واشامه و تراشامه هم گفته‌اند.
انقباض این ماهیچه نقش مهمی در انجام غیرارادی تنفس دارد. این ماهیچه سینه را از شکم جدا می‌سازد و در قسمت مرکزی خود ساختاری وتری‌شکل به خود می‌گیرد.
چسبندگی این ماهیچه به انتهای سینه‌گاه شامل سه قسمت: کمری - دنده‌ای - استرنال
در بالای دیافراگم ریه‌ها و قلب قرار دارند و در پایین آن دستگاه گوارش، کبد، طحال و دستگاه ادراری. گاه در صورت ضعف یا نقص عضلات دیافراگم فتق دیافراگمی روی می‌دهد.
این ماهیچه مهم‌ترین ماهیچه تنفسی است که قفسه سینه را از حفره شکمی، جدا می‌سازد. برخی از اعضاء مهم بدن از قبیل آئورت، مری، بزرگ‌سیاهرگ زیرین، سوراخ‌هایی را به ترتیب در برابر مهره ۱۲، مهره ۱۰، مهره ۸ سینه‌ای در پرده دیافراگم ایجاد کرده و از آن عبور می‌کنند. دیافراگم به ترتیب به زائده خنجری، ۶ دنده تحتانی و غضروف‌های آنها و تنه مهره‌های اول تا سوم کمری متصل شده و گنبدی شکل است.
درصورت ضربه محکم به این بخش امکان قطع تنفس وجود دارد.
این فایل …

## سوراخ‌های دیافراگمی
1. سوراخ بزرگ‌سیاهرگ پایینی
2. سوراخ مری: اگر احشای شکمی از این ناحیه وارد توراکس شوند، ایجاد فتق هیاتال می‌کنند.
3. سوراخ آئورت
4. سوراخ مجرای لنفی چپ

## نقش دیافراگم در دم و بازدم
از آنجا که شش‌ها به دیواره قفسه سینه چسبیده‌اند با افزایش حجم قفسه سینه، حجم درون شش‌ها نیز افزایش می‌یابد. در این حالت هوای داخل شش‌ها، فضای بیشتری داشته و فشار هوای درون آن ۲ تا ۳ میلی‌متر جیوه کمتر از فشار هوای بیرون بدن خواهد شد. در نتیجه این اختلاف فشار، هوای بیرون به سرعت از طریق مجاری تنفسی وارد شده و شش‌ها را تا یکسان شدن فشار هر دو محیط پر می‌کند.
بازدم در هنگام انبساط (استراحت) دیافراگم رخ می‌دهد. در این حالت حجم قفسه سینه کاهش می‌یابد و در نتیجه فشار داخل شش‌ها ۲ تا ۳ میلی‌متر جیوه بیشتر از فشار محیط می‌شود. کیسه‌های هوایی منقبض شده و هوای دم را بیرون می‌رانند.

## نگارخانه

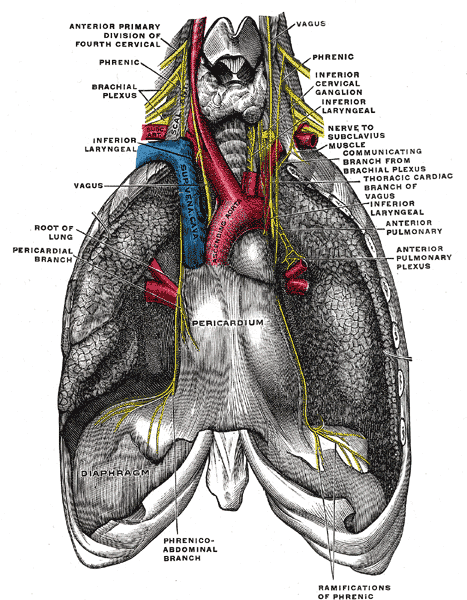
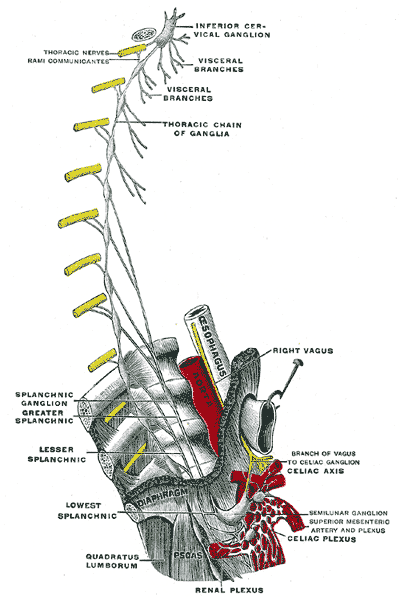
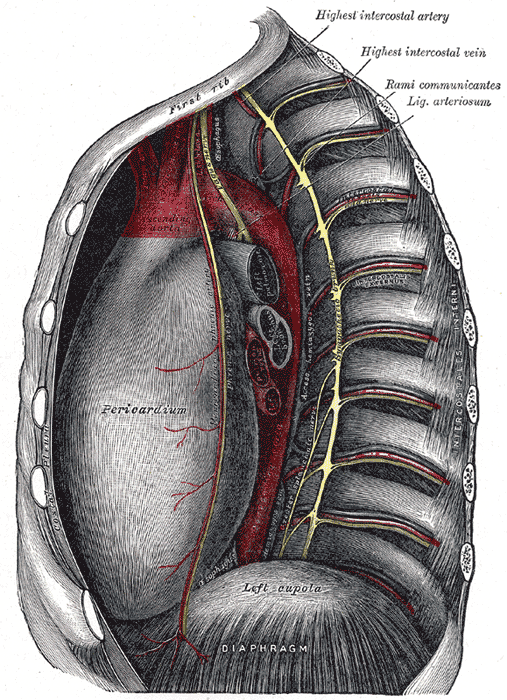
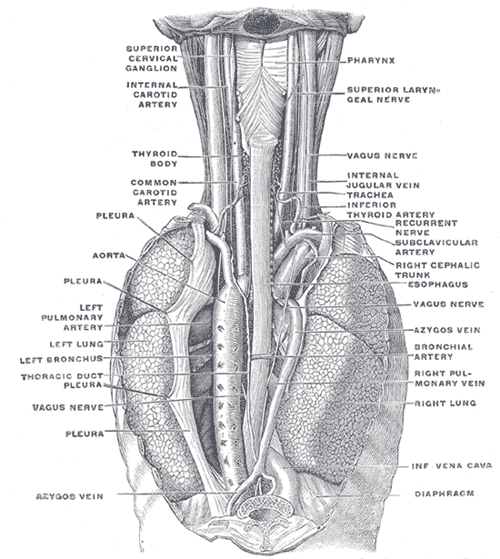
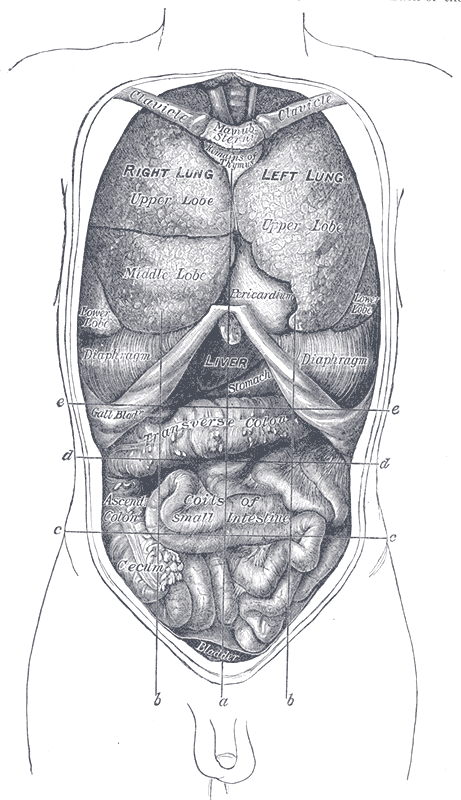
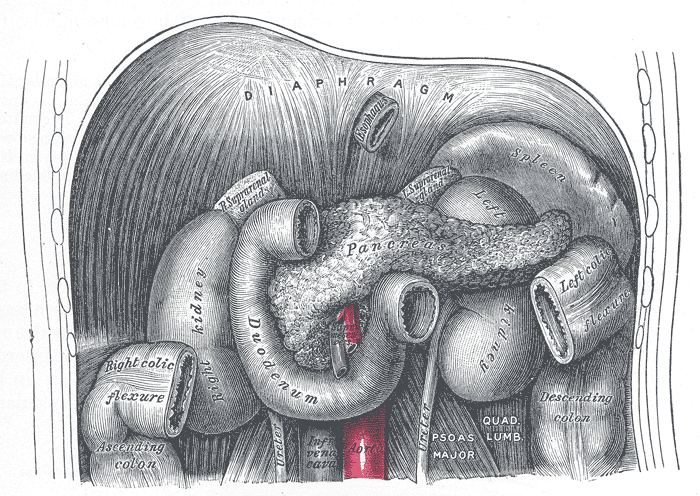
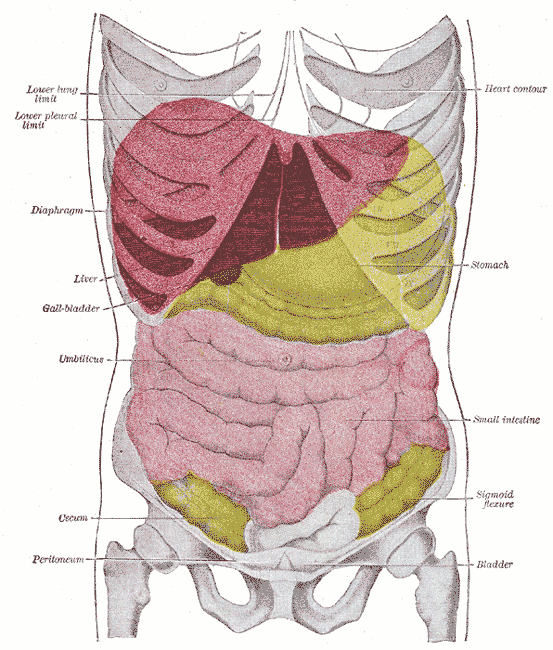
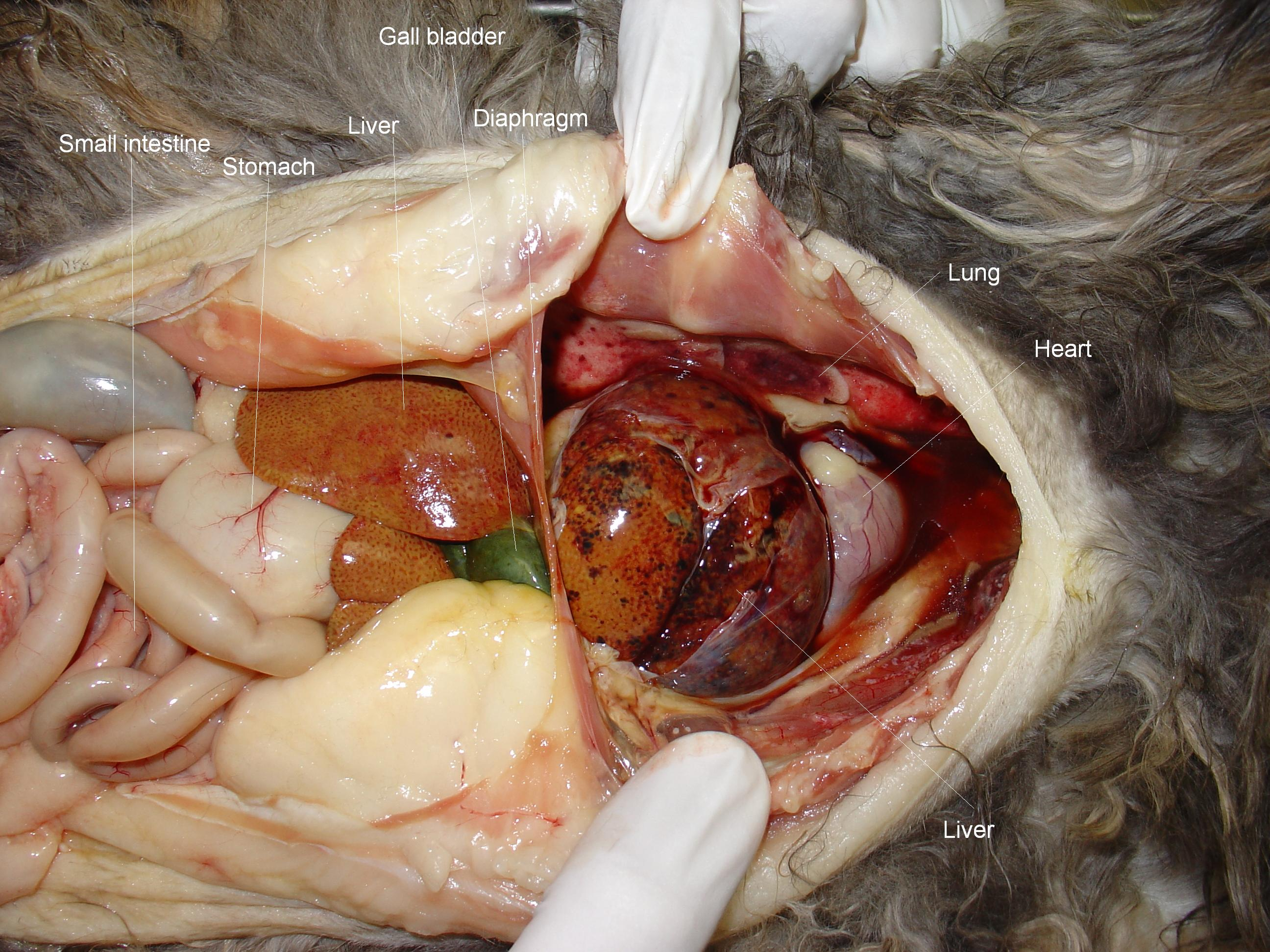
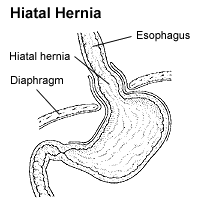